# Біохімія
Біохі́мія (від грец. βίος — «життя» і єгип. kēme — «Земля», також біологічна або фізіологічна хімія) — наука про хімічний склад організмів та їхніх складових частин та про хімічні процеси, що протікають в організмах. Наука має справу зі структурою та функцією компонентів клітини та речовин організму, як-от білки, вуглеводи, ліпіди, нуклеїнові кислоти та інші біомолекули. Біохімія прагне відповідати на біологічні та біохімічні питання за допомогою хімічних методів.
Хоча існує широкий ряд різних біомолекул, багато з них є полімерами, тобто складними великими молекулами, що складаються з багатьох подібних субодиниць, мономерів. Кожний клас полімерних біомолекул має власний набір типів цих субодиниць. Наприклад, білки є полімерами, що складаються з амінокислот. Біохімія вивчає хімічні властивості важливих біологічних молекул, як-от білки, зокрема хімію реакцій, що каталізуються ферментами.
Крім того, велика частка досліджень з біохімії має справу з метаболізмом клітини та його ендокринною і паракринною регуляцією. Інші області біохімії включають дослідження генетичного коду ДНК і РНК, біосинтез білків, транспорту через біологічні мембрани та передачу сигналів.
Основи біохімії були закладені в середині XIX століття, коли такі вчені як Фрідріх Велер і Ансельм Паєн зуміли вперше описати хімічні процеси в живих організмах і показати, що вони не відрізняються від звичайних хімічних процесів. Багато робіт на початку XX століття привели до розуміння структури білків, проведення біохімічних реакцій (спиртового бродіння) за межами клітини й т. д. Водночас почав застосовуватися і сам термін «біохімія». Основи біохімії в Україні заклав Володимир Іванович Вернадський у 1920-х роках.

## Історія

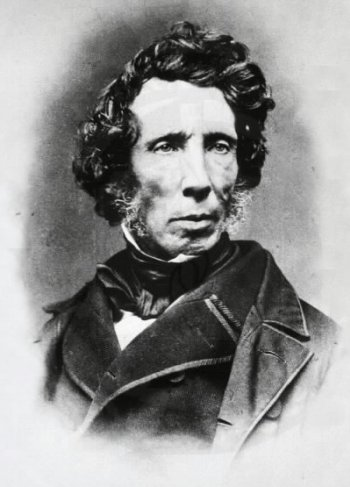
Фрідріх Велер

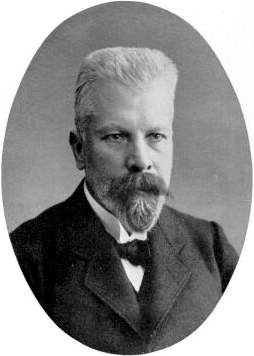
Едуард Бухнер

До початку XIX століття існувала загальна впевненість, що життя не підлягає фізичним і хімічним законам, притаманним неживій природі. Вважалося, що лише живі організми здатні виробляти молекули, характерні для них. Лише в 1828 році Фрідріх Велер опублікував роботу про синтез сечовини, здійснений у лабораторних умовах, довівши, що органічні сполуки можуть бути створені штучно. Це відкриття завдало серйозної поразки вченим-віталістам, що заперечували таку можливість.
На той час вже існував фактичний матеріал для первинних біохімічних узагальнень, котрий нагромаджувався у зв'язку з практичною діяльністю людей, спрямованою на виготовлення їжі та вина, одержання пряжі з рослин, очищення шкіри від шерсті за допомогою мікробів, на вивчення складу і властивостей сечі та інших виділень здорової та хворої людини. Після робіт Велера поступово почали встановлюватися такі наукові поняття, як дихання, бродіння, ферментація, фотосинтез. Вивчення хімічного складу і властивостей сполук, виділених із тварин і рослин, стає предметом органічної хімії (хімії органічних сполук).
Початок біохімії також ознаменувався відкриттям першого ферменту, діастази (зараз відомого як амілаза) в 1833 році Ансельмом Паєном. Труднощі, пов'язані з одержанням ферментів з тканин і клітин, використовувалися прихильниками віталізму для твердження про неможливість вивчення клітинних ферментів поза живими істотами. Це твердження було спростоване російською лікаркою М. Манассеїною (1871—1872), яка запропонувала можливість спостерігати спиртове бродіння в екстрактах розтертих (тобто позбавлених структурної цілісності) дріжджів. У 1896 році ця можливість була підтверджена німецьким вченим Едуардом Бухнером, який зумів експериментально спостерігати цей процес.
Сам термін «біохімія» був вперше запропонований в 1882 році, проте, вважається, широкого використання він набув після робіт німецького хіміка Карла Нойберга в 1903 році. До того часу ця галузь досліджень була відома як фізіологічна хімія. Після цього часу біохімія швидко розвивалася, особливо починаючи з середини 20 століття, перш за все завдяки розробці нових методів, таких як хроматографія, рентгеноструктурний аналіз, ЯМР-спектроскопія, радіоізотопне мічення, електронна та оптична мікроскопія та, нарешті, молекулярна динаміка й інші методи обчислювальної біології. Ці методи дозволили відкриття і детальний аналіз багатьох молекул і метаболічних шляхів клітини, таких як гліколіз і цикл Кребса.
Іншою важливою історичною подією в розвитку біохімії стало відкриття генів та їх роль в передачі інформації в клітині. Це відкриття заклало можливість виникнення не тільки генетики, а і її міждисциплінарної галузі з біохімією — молекулярної біології. В 1950-х роках Джеймс Ватсон, Френсіс Крік, Розалінда Франклін і Моріс Вілкінс зуміли розшифрувати структуру ДНК та запропонували її зв'язок із генетичною передачею інформації в клітині. Також в 1950-х роках Джордж Відль і Едвард Татум довели, що один ген відповідає за синтез одного білка. З розробкою методів аналізу ДНК, таких як генетичний фінгерпринтінг, в 1988 році Колін Пітчфорк став першою людиною, звинуваченою у вбивстві за допомогою свідоцтва на основі ДНК, що стало першим великим успіхом біохімічної судмедекспертизи. У 2000-х роках Андрю Файр і Крег Мелло показали роль РНК-інтерференції (RNAi), в придушенні експресії генів.
Зараз, направлення біохімічних досліджень протікають в трьох напрямках, сформульованих Майклом Шугаром. Біохімія рослин досліджує біохімію переважно автотрофних організмів та досліджує такі процеси як фотосинтез та інші. Загальна біохімія включає дослідження як рослин, так і тварин і людини, тоді як медична біохімія фокусується переважно на біохімії людини та відхиленнях біохімічних процесів від норми, зокрема в результаті хвороб.

## Предмет вивчення
Біохімія вивчає 1) хімічний склад живих організмів, структури й функції клітинних компонентів: білків, вуглеводів, ліпідів, нуклеїнових кислот та інших біомолекул; 2) хімічні реакції обміну речовин у живих організмах; 3) хімічні основи життя, закони перетворення хімічних реакцій у живих організмах у фізіологічні функції (роботу). Крім того, біохімія розглядає розкладення органічних речовин, що пов'язано з виникненням ґрунтів, мулу, осадових гірських порід, покладів вугілля, нафти і горючих газів.
Біоорганічна хімія — міждисциплінарна галузь, пов'язана як з хімією, так і з біологією, що вивчає будову та біологічні функції найважливіших компонентів живої матерії, насамперед біополімерів і низькомолекулярних біорегуляторів, акцентуючи увагу на з'ясуванні закономірностей взаємозв'язку між структурою та біологічною дією.
На базі її фундаментальних досліджень створюються технології одержання практично важливих препаратів для медицини, сільського господарства, різних галузей промисловості.

## Напрямки
Відповідно до завдань дослідження з біохімії, розрізняють кілька напрямів, зокрема загальну і функціональну біохімію. Загальна біохімія поділяється на статичну і динамічну. Статична біохімія вивчає складові хімічні частини організмів, їхній розподіл, фізико-хімічні та біологічні властивості. Динамічна біохімія досліджує шляхи перетворення певних сполук в організмах (окиснення, відновлення, гідролітичне і фосфоролітичне розщеплення, естерифікацію, синтез складних сполук з простіших тощо). Функціональна біохімія вивчає біохімічні процеси, що лежать в основі проявів життєдіяльності організмів та окремих органів (живлення, асиміляцію та дисиміляцію, дихання, бродіння, ріст, розмноження, спадковість, подразливість, рухливість тощо), а також зміни цих процесів під впливом різних зовнішніх умов і внутрішніх факторів, пов'язаних з видовою належністю, віком і статтю організмів. Відповідно до об'єктів дослідження розрізняють біохімію людини, тварин, рослин (фітобіохімія) і мікроорганізмів (всіх доменів життя).
Сучасна біохімія приділяє особливу увагу вивченню білків, які є матеріальною основою життя (ферментів, гормонів, антитіл тощо), вивченню обміну азотистих сполук, вуглеводів, жирів та ліпідів, вітамінів, мінеральних речовин (зокрема, мікроелементів); дослідженню впливу на процеси обміну деяких речовин, що стимулюють ріст, антибіотиків тощо. Докладно вивчаються біохімічні особливості нервової тканини, м'язів, печінки та інших органів та систем організму. Узагальнення біохімії допомагають висвітлити еволюцію органічного світу й питання про виникнення життя на Землі. Досягнення біохімії використовуються у медицині (клінічна біохімія), сільському господарстві (зоотехнічна біохімія і агробіохімія) та в харчовій і хіміко-фармацевтичній промисловості (технічна біохімія).
Згідно з формальною класифікацією ВАК України, основні напрямки досліджень включають:
- Амінокислоти, пептиди та білки (методи виділення та синтезу, дослідження будови, властивостей; синтез пептидів, вивчення зв'язку їх будови з функцією).

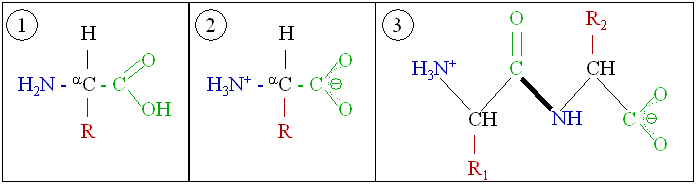
Амінокислоти (1) у нейтральній формі, (2) у фізіологічному стані та (3) з'єднані разом у дипептид.

- Нуклеїнові кислоти (виділення, дослідження будови, синтез і вивчення хімічних властивостей природних і модифікованих генів, нуклеозидів, нуклеотидів, полінуклеотидів та їхніх аналогів).
- Ліпіди (виділення, дослідження будови, синтез).
- Вуглеводи та їхні похідні. Змішані біополімери (виділення, дослідження будови, хімічних властивостей, синтез).
- Стероїдні гормони (виділення, хімія стероїдів, їх хімічна трансформація, синтез, вивчення механізмів дії), вітаміни, коферменти.
- Хімічні дослідження природної сировини (рослинної та мікробіологічної) для розроблення біологічно активних речовин.
- Нові лікарські препарати (пошук, синтез і вивчення нових ефективних лікарських препаратів, розроблення методів виділення та хімічної трансформації).
- Хімічні препарати для хімізації сільського господарства (пестициди, інсектициди, гербіциди, акарициди, фунгіциди та інші препарати для боротьби зі шкідниками і хворобами рослин; регулятори життєдіяльності комах; природні феромони, атрактанти, репеленти та інші; синтетичні регулятори росту рослин; дефоліанти, десиканти та ін. регулятори окремих функцій рослин; нові ефективні препарати для підвищення продуктивності тваринництва).
- Природні та синтетичні низькомолекулярні біорегулятори та їхні аналоги.

## Методи
У сучасній біохімії застосовуються численні методи дослідження. Зокрема, успішно використовуються сполуки, мічені радіоактивними та важкими природними ізотопами, різноманітні методи хроматографії, зокрема на папері та інших адсорбентах, з використанням електрофорезу та іонообмінних смол. Застосовуються також біологічні методи. Користування ними дозволяє визначити наявність і кількість певних сполук на основі проявів життєдіяльності багатоклітинних тварин та мікроорганізмів, коли цього не можна визначити хімічним способом. За допомогою ультрацентрифуг, що роблять 50—70 тис. обертів за хвилину, зараз розділяють і відокремлюють фракції білків, нуклеїнових кислот та інших складових частин тканин і організмів.

## Суміжні дисципліни
Виникнувши як наука про хімію життя наприкінці XIX століття, чому передував бурхливий розвиток органічної хімії, біохімія відрізняється від органічної хімії тим, що досліджує ті речовини й хімічні реакції, які мають місце в живих організмах, насамперед у живій клітині. Згідно з цим визначенням, біохімія охоплює також багато областей клітинної біології та містить молекулярну біологію. Після виокремлення останньої в особливу дисципліну, розмежування між біохімією та молекулярною біологією в основному сформувалося як методологічне та предмет дослідження. Молекулярні біологи переважно працюють з нуклеїновими кислотами, вивчаючи їх структуру та функції, тоді як біохіміки зосередилися на білках, особливо на ферментах, що каталізують біохімічні реакції. Останніми роками терміни «біохімія» і «молекулярна біологія» часто використовують як синоніми.

## Лауреати Нобелівської премії в цій галузі
У цій галереї представлено лауреатів Нобелівської премії, які були нагороджені за дослідження в галузі біохімії (або суміжних з нею дисциплінах):

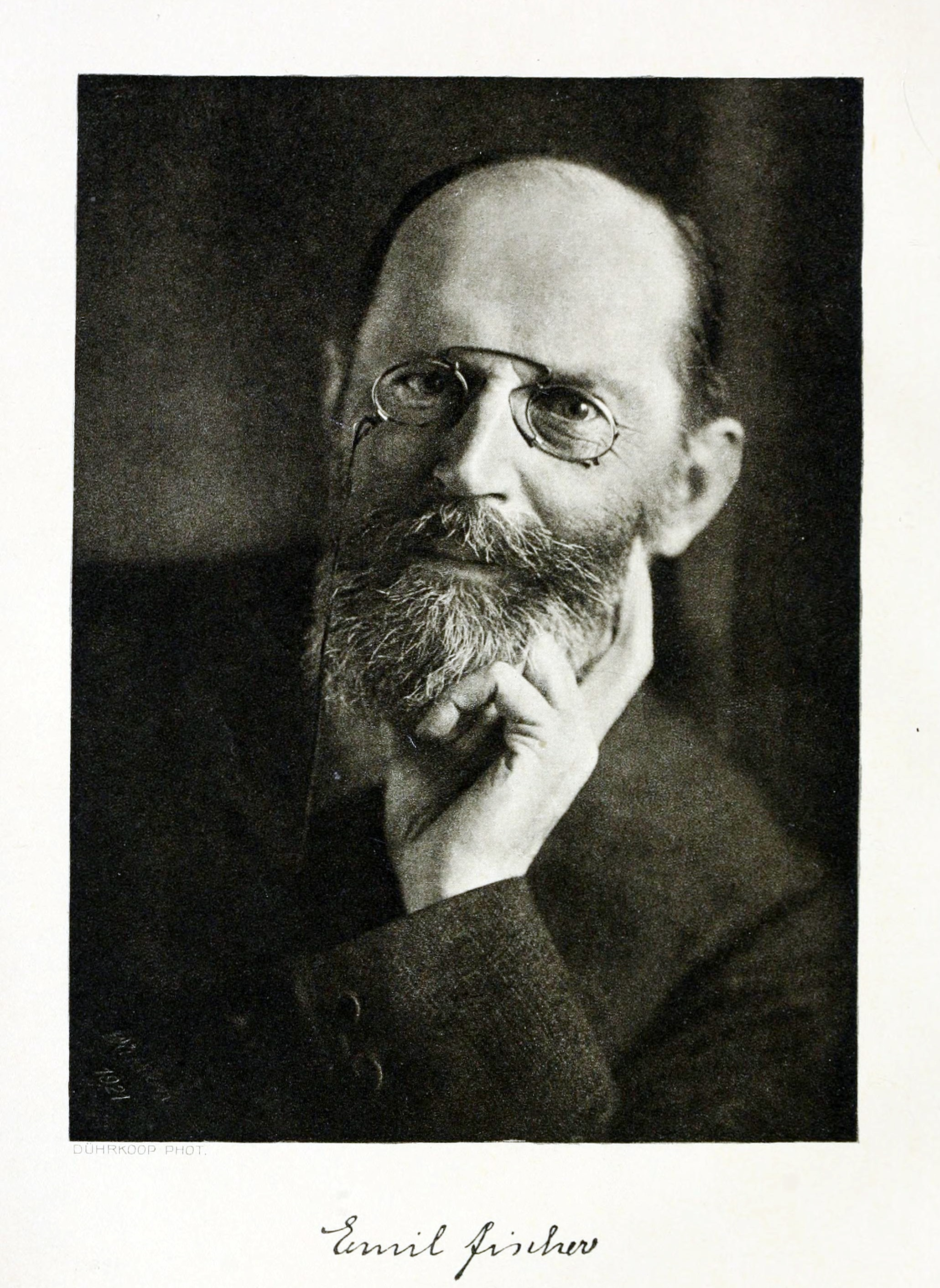
Герман Еміль Фішер був нагороджений Нобелівською премією з хімії у 1902 році «на знак визнання надзвичайних заслуг, які він здобув завдяки своїй роботі в галузі цукру і пуринових груп».
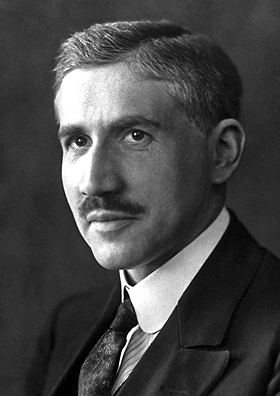
Біохімік Отто Фріц Мейєрхоф був удостоєний Нобелівської премії в 1922 році разом з Арчибальдом Вівіан Хіллом за дослідження метаболізму в м'язах.
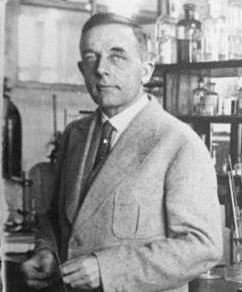
Отто Варбург отримав Нобелівську премію в 1931 році за «відкриття природи та функції дихального ферменту». Медаль Отто Варбурга є однією з найважливіших нагород у галузі біохімії в Німеччині.
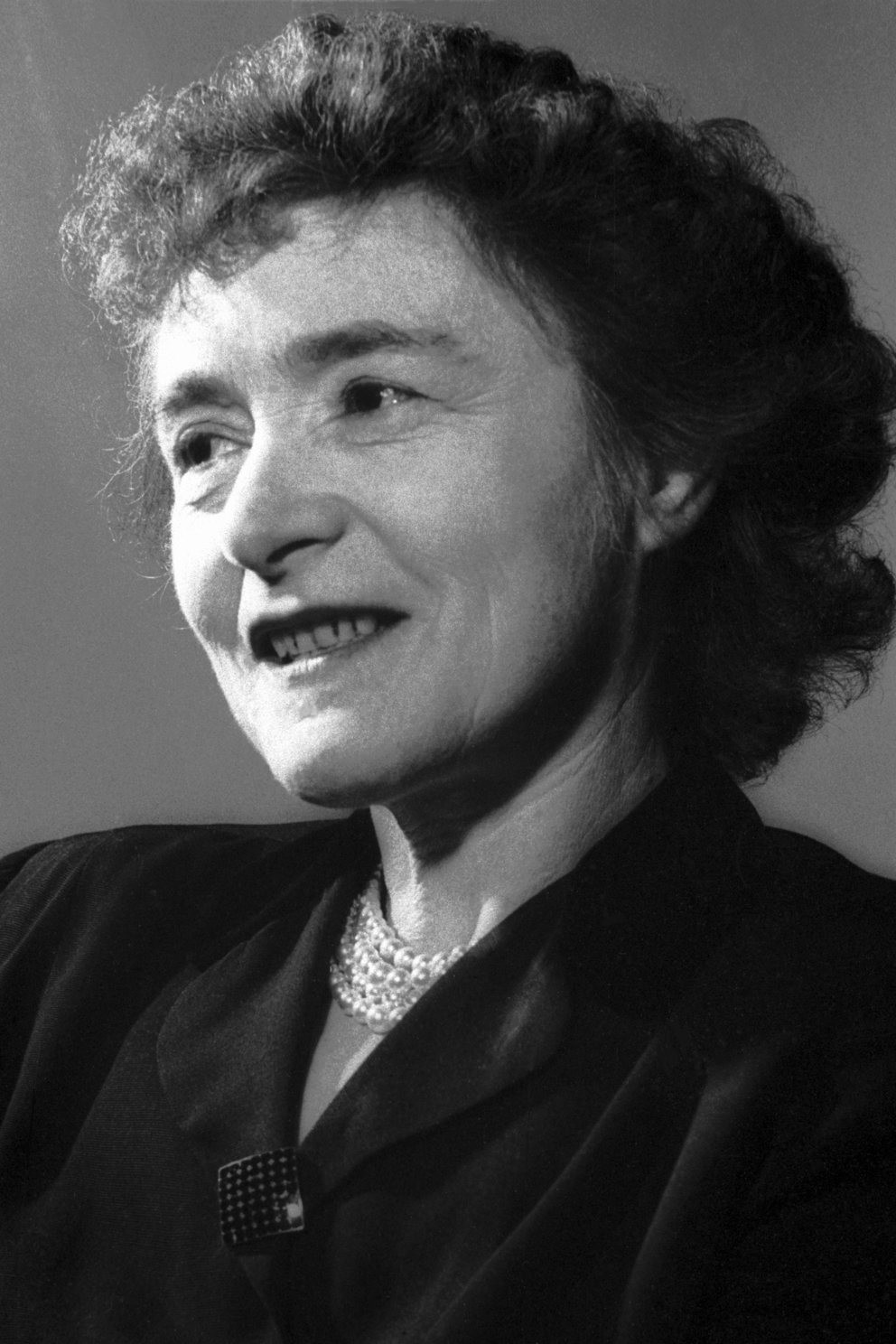
У 1947 році Герті та Карл Корі разом з Бернардо Альберто Усай отримали Нобелівську премію за біохімічні дослідження метаболізму цукру.
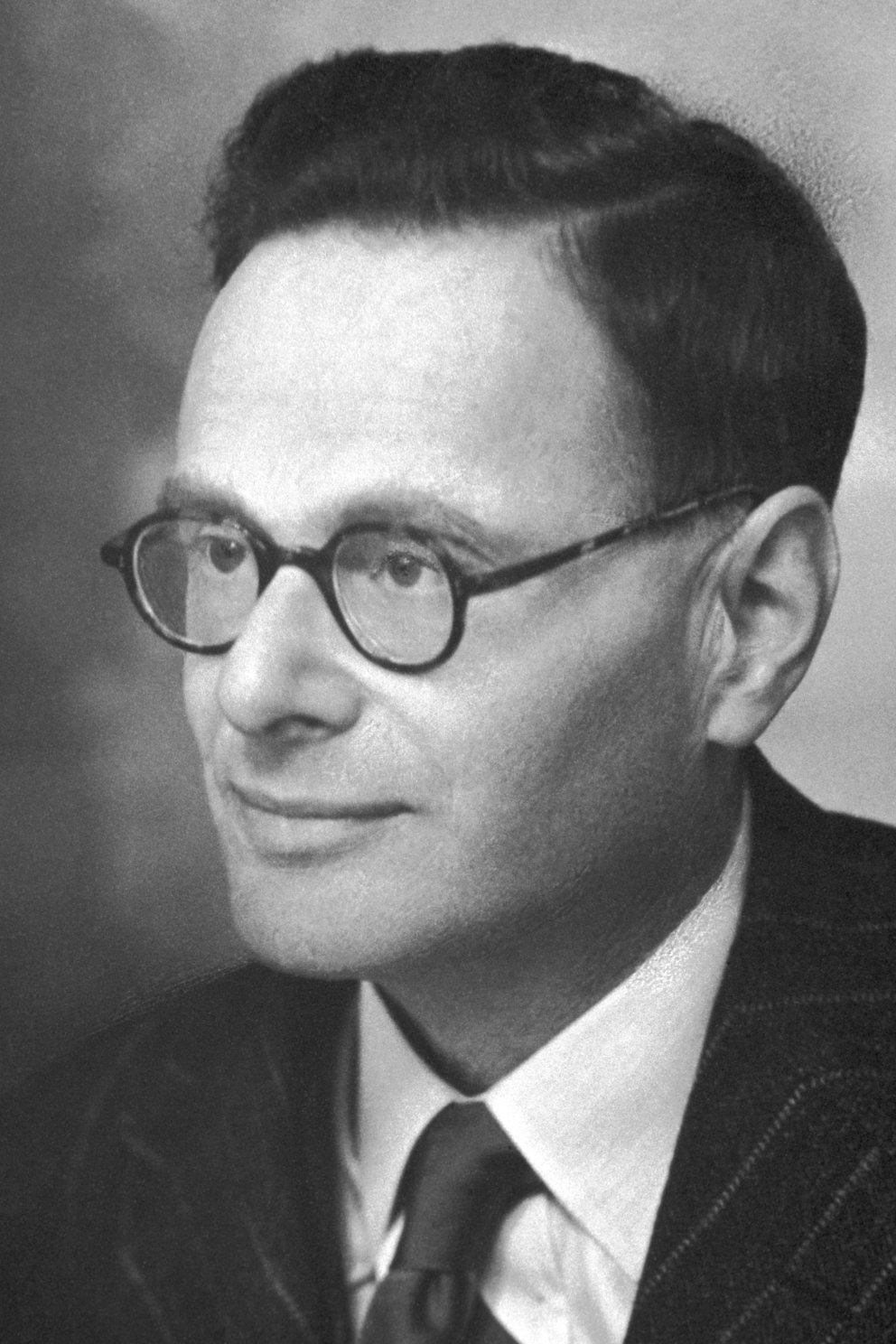
Ганс Адольф Кребс отримав Нобелівську премію 1953 року за відкриття цитратного циклу.
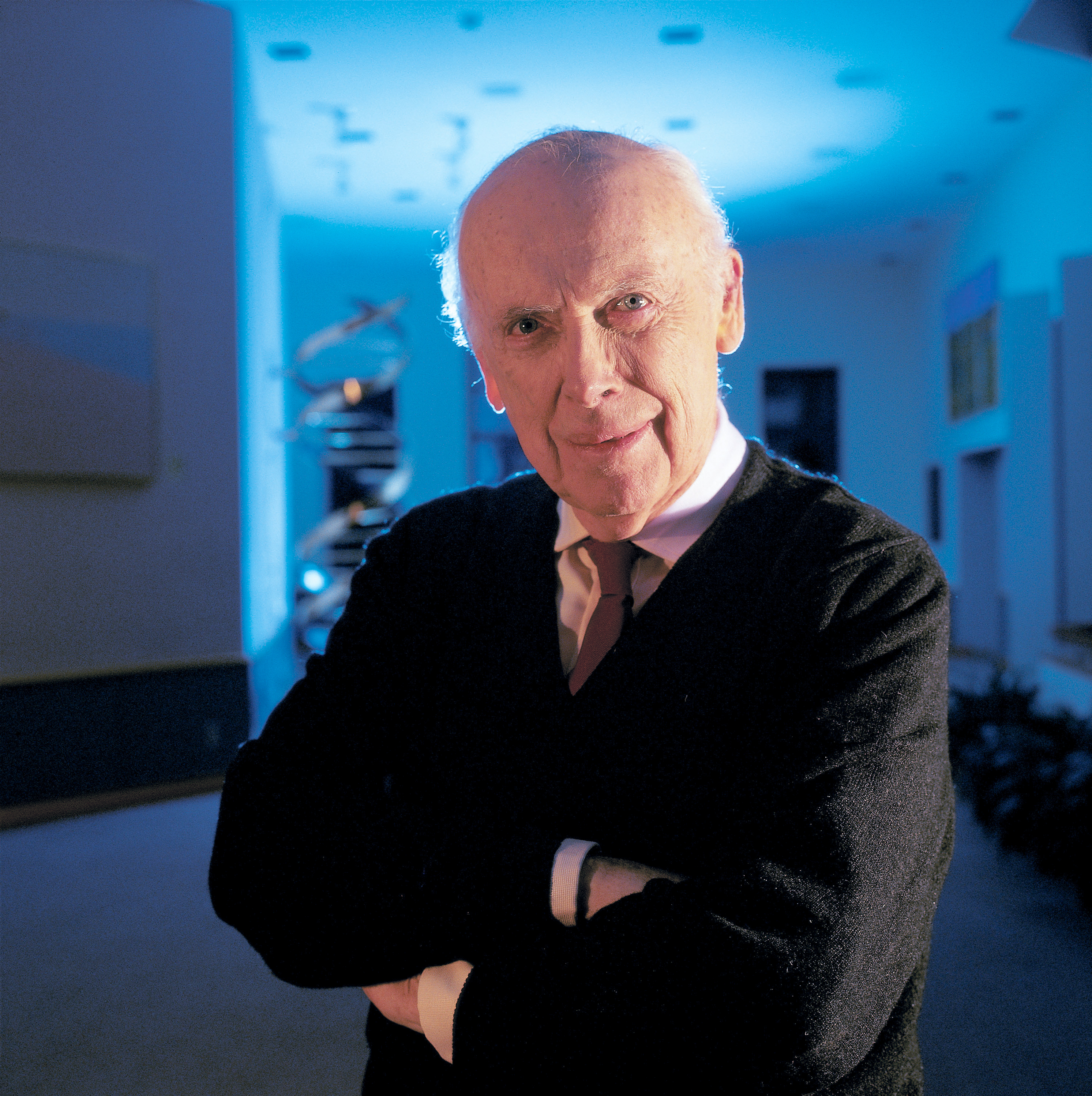
Джеймс Д. Ватсон був нагороджений Нобелівською премією в 1962 році за дослідження ДНК.

## Біохімія в Україні
Перший підручник з біохімії в Російській імперії під назвою «Курс фізіологічної хімії» був написаний доцентом Харківського університету О. І. Ходнєвим (1847). Для розвитку біохімії наприкінці 19 і у 20 століть велике значення внесли зокрема й українські вчені, такі як Сергій Виноградський, Олексій Бах, Микола Холодний, Олександр Данилевський.
Дослідження в галузі біохімії в Україні продовжувались й після Жовтневого перевороту. У 1920 О. М. Бахом було засновано перший Інститут біохімії, у 1935 він же організував Інститут біохімії АН СРСР, який тепер вивчає біохімію рослин. У 1945 відкрито Інститут біологічної та медичної хімії АМН СРСР. У Харкові 1925 за ініціативою О. В. Палладіна засновано Інститут біохімії; згодом переведений до Києва, він увійшов до складу АН УРСР. Під керівництвом акад. О. В. Палладіна тут створилася велика українська біохімічна школа. Інститут опрацьовує питання біохімії нервової системи, м'язової діяльності, білків, ферментів та вітамінів. З 1926 інститут видає «Український біохімічний журнал». В Москві почали виходити інші радянські біохімічні журнали — «Биохимия» (з 1936) та «Вопросы медицинской химии» (з 1955).

### Книги
- Біологічна хімія / Н. Г. Марінцова, С. В. Половкович, В. П. Новіков. — Львів: Видавництво Львівської політехніки, 2013. — 336 с. — ISBN 978-617-607-460-1
- Біологічна і біоорганічна хімія: підручник: у 2 т. / Л. І. Остапченко, В. К. Рибальченко ; Київ. нац. ун-т ім. Тараса Шевченка. — Київ: Київський університет, 2014—2015. — ISBN 978-966-439-792-3- загальний.

- Т. 1 : Молекулярна організація живого. Метаболізм. Біоенергетика. — 2014. — 1043 с. : рис. — Бібліогр.: с. 1022—1023. — 150 прим. — ISBN 978-966-439-793-0 (Т. 1)
- Т. 2 : Біохімічні основи молекулярної біології, міжклітинних комунікацій і регуляторних систем. — 2015. — 917 с. : рис., табл. — Бібліогр.: с. 898—902. — 200 прим. — ISBN 978-966-439-852-4 (Т. 2)

- Біологічна хімія: підруч. для студ. напрямів 1102 «Фармація» і «Біотехнологія» / Н. Г. Марінцова [та ін.] ; Національний ун-т «Львівська політехніка». — Львів: Львів. політехніка, 2009. — 324 с.: рис., табл. — Бібліогр.: с. 317. — ISBN 978-966-553-837-0
- Біохімія і біотехнологія — сучасній медицині: [монографія] / голов. ред. акад. НАН України С. В. Комісаренко ; Нац. акад. наук України, Ін-т біохімії ім. О. В. Палладіна. — Київ: Москаленко О. М., 2013. — 702 с. : рис., табл., фото. — Назва обкл. і корінця: Biochemistry and Biotechnology for Modern Medicine. — Текст укр. та англ. — ISBN 978-966-2214-30-7
- Біохімія людини: [підруч. для студентів вищ. мед. навч. закл. III—IV рівнів акредитації] / Я. І. Гонський, Т. П. Максимчук ; за ред. Я. І. Гонського. — 3-тє вид., випр. і допов. — Тернопіль: ТДМУ, 2017. — 731 с. : іл., табл. — ISBN 978-966-673-292-0
- Біохімія: підруч. для студентів фармацевт. спец. / [А. Л. Загайко та ін.] ; за ред. проф. А. Л. Загайка, проф. К. В. Александрової. — Харків: Форт, 2014. — 725 с. : рис. — Бібліогр.: с. 715—716. — ISBN 978-617-630-038-0
- Біохімія рослин: навч. посіб. / М. С. Кобилецька, О. І. Терек ; Львів. нац. ун-т ім. Івана Франка. — Львів: ЛНУ ім. Івана Франка, 2017. — 269 с. : рис., табл. — ISBN 978-617-10-0299-9
- Біохімія тварин: навч. посіб. / Т. В. Коваль, О. В. Овчарук ; Поділ. держ. аграр.-техн. ун-т. — Кам'янець-Подільський: Зволейко Д. Г. [вид.], 2016. — 439 с. : іл. — ISBN 978-617-620-211-0
- Основи біохімії за Ленінджером: [навч. посіб.] / Дейвід Л. Нельсон, проф. біохімії, Майкл М. Кокс, проф. біохімії ; [пер. з англ.: О. Матишевська та ін.]. — Львів: БаК, 2015. — 1256 с. : іл. — ISBN 978-966-2227-35-2
- Функціональна біохімія: підручник / [Н. О. Сибірна та ін.] ; за ред. проф. Н. О. Сибірної ; Львів. нац. ун-т ім. Івана Франка. — Львів: ЛНУ ім. Івана Франка, 2018. — 642, [1] с. : рис., табл. — (Серія «Біологічні студії»). — ISBN 978-617-10-0351-4. — ISBN 978-666-613-752-7 (серія)
- Cox, Michael M.; Hoskins, Aaron A. (2021). Lehninger principles of biochemistry (8th edition). New York, NY. ISBN 978-1-319-22800-2
- Tymoczko, John L.; Gatto, Gregory J., Jr.; Stryer, Lubert (2019). Biochemistry (9th edition). New York. ISBN 978-1-319-11467-1
- Ferrier, Denise R. (2017). Biochemistry (7th edition). Philadelphia. ISBN 978-1-4963-4449-6

### Журнали
- Український біохімічний журнал
- Annual Review of Biochemistry
- Journal of the American Chemical Society
- Trends in Biochemical Sciences
- Cell: Chem
- Cell: Chemical Biology
- Nature Methods
- Nature Catalysis
- Molecular Aspects of Medicine
- Critical Reviews in Biochemistry and Molecular Biology
- Progress in Lipid Research
- Natural Product Reports
- DNA Repair
- Journal of Proteome Research